# Justus Vincent Ritter
Justus Vincent Ritter (* 3. Oktober 1715 in Hamburg; † 19. August 1774 ebenda) war ein deutscher Jurist, Oberaltensekretär und Ratsherr der Freien und Hansestadt Hamburg.

## Leben
Ritter wurde als einziger Sohn des Hamburger Kaufmanns Christoph Caspar Ritter († 1740) in Hamburg geboren. Nach seiner Schulbildung studierte er Jurisprudenz an der Universität Leiden unter Johann van den Honert und schloss sein Studium am 9. November 1744 als Lizenziat beider Rechte, des kanonischen und weltlichen Rechts, ab. Nach seinem Studium kehrte er nach Hamburg zurück und ließ sich hier als Advokat nieder. In den Jahren 1747 bis 1749 war er Mitglied und Präses des Niedergerichts. Am 23. März 1756 wurde er als Nachfolger des aus gesundheitlichen Gründen zurückgetretenen Johann Julius Anckelmann (1692–1761) zum Oberaltensekretär gewählt. Am 18. August 1762 wurde er zum Ratsherr berufen. Als solcher wirkte Ritter entscheidend bei dem Zustandekommen des Gottorper Vertrags von 1768 zwischen Hamburg und Dänemark mit. Ritter verstarb unverheiratet im Jahr 1774 im Alter von 58 Jahren in Hamburg. Sein Testament vom 6. Juli 1774 wurde am Tag seines Todes veröffentlicht.
Nach seinem Tod erschien ein satirisches Totengedicht in welchem Ritter als Hippotes und Dietrich Peter Scriba als Grapheus Gespräche über die Lebensumstände und besonders über die Liebesgeschichte von Scriba mit der verheirateten Gefangenen Charlotte Guyard führen.

## Werke (Auswahl)
- Diss. inaug. de restitutionibus in integrum. Balduin van der Aa, Leiden 1744 (Digitalisat bei Google Books – 36 S.).
- Johann Schlüter u. Justus Vincent Ritter: Unterthänigster Libellus Gravaminum Et Nullitatum Summarius in Sachen Frau Regina Christina von Justrick, gebohrnen Paulsen cum Curatore Marito, wider den S. T. Herrn Guilliam Clamer,Rathmann, Mandatario noie. des S. T. Herrn Schlüter, Lti, Rathmanns und Amtmanns zu Ritzebüttel, und den S. T. Herrn Justus Vincent Ritter, Rathmann und Ltum, als anmasliche Executores Testamenti der verstorbenen Anna Maria Paulsen. Hamburg 1765 (Digitalisat auf den Seiten der Niedersächsischen Staats- und Universitätsbibliothek Göttingen).